# Forever (Mariah Carey-dal)
A Forever Mariah Carey amerikai énekesnő ötödik kislemeze hatodik, Daydream című albumáról. A dalt Carey és Walter Afanasieff írták. A Forever egy lassú, érzelmes dal.

## Fogadtatása
A Forever kislemeze az Egyesült Államokban nem jelent meg kereskedelmi forgalomban, így a Billboard Hot 100 listára az akkori szabályok értelmében nem kerülhetett fel, de a rádiós játszások miatt így is sláger lett; a Hot 100 Airplay listán a Top 10-be, az Adult Contemporary listán a Top 5-be került. Kanadában bekerült a Top 20-ba, Ausztráliában a Top 40-be.

## Videóklip és remixek
A dal videóklipjét Carey állította össze a japán Tokyo Dome-ban felvett koncert jeleneteiből, valamint fekete-fehér képsorokból, melyeken Japánt utazza be. Remixek nem készültek a dalhoz, de a koncertfelvétel változat rákerült a kislemezekre.

## Változatok
Ausztrál CD/kazetta kislemez
1. Forever
2. Underneath the Stars
3. Forever (Live)
4. Make It Happen (Live)

Osztrák CD kislemez
1. Forever
2. Forever (Live)

Osztrák/spanyol CD kislemez
1. Forever
2. Forever (Live)
3. Always Be My Baby (Always Club)
4. Always Be My Baby (St Dub)

Holland 12" kislemez
1. Forever
2. Forever (Live)
3. Always Be My Baby (Dub-A-Baby)

## Helyezések
| Slágerlista (1996)               | Legmagasabb helyezés |
| -------------------------------- | -------------------- |
| USA Billboard Hot 100 Airplay    | 9                    |
| USA Billboard Top 40 Mainstream  | 5                    |
| USA Billboard Rhythmic Top 40    | 6                    |
| USA Billboard Adult Contemporary | 2                    |
| USA ARC Weekly Top 40            | 4                    |
| Ausztrál ARIA kislemezlista      | 77                   |
| Kanadai kislemezlista            | 13                   |